# Przekaźnik pomiarowy
Przekaźnik pomiarowy (ang. measuring relay) - jest to przekaźnik elektryczny, w którym zadziałanie następuje z określoną dokładnością, gdy wartość wielkości pomiarowej osiągnie nastawioną wartość rozruchową. Wielkościami pomiarowymi są najczęściej wielkości elektryczne w trójfazowych układach elektroenergetycznych. Od nazw tych wielkości wywodzą się rodzaje przekaźników pomiarowych, są to między innymi:
- Przekaźnik prądowy (nadprądowe i podprądowe)
- Przekaźnik napięciowy
- Przekaźnik kątowy
- Przekaźnik mocowy
- Przekaźnik impedancyjny
- Przekaźnik częstotliwościowy
- Przekaźnik admitancyjny

Przekaźniki pomiarowe we współczesnej elektroenergetycznej automatyce zabezpieczeniowej przestały być przyrządami a stały się fragmentami urządzeń zabezpieczeniowych. W mikroprocesorowych urządzeniach zabezpieczeniowych są tylko fragmentami programów komputerowych.